# Zoo (James Patterson)
Pour les articles homonymes, voir Zoo.
Zoo (titre original : Zoo) est un roman de science-fiction américain, co-écrit par James Patterson et Michael Ledwidge (en), paru en 2012.
La traduction française est publiée en France aux éditions L'Archipel en 2013 sous son titre original.
Zoo est adapté en série télévisée et diffusé depuis le 30 juin 2015 sur le réseau américain CBS et en simultané sur le réseau CTV au Canada.

## Résumé
Aux quatre coins du monde, les animaux, sauvages comme domestiques, deviennent subitement agressifs envers l'Homme. Le jeune docteur en biologie américain Jackson Oz et sa compagne française, Chloé Toussignant, rescapés d'une tragédie au Botswana impliquant une attaque de lions dans un camp de touristes, tentent d'alerter la communauté scientifique. La Nature est bien décidée à reprendre ses droits et l'humanité court à sa perte si les gouvernements ne trouvent pas de solution...

## Adaptation
- 2015 : Zoo, série télévisée de trente-neuf épisodes librement basée sur le roman original. Avec James Wolk , Nora Arnezeder et Kristen Connolly [2].